# Lophocampa roseata
Lophocampa roseata är en fjärilsart som beskrevs av Walker 1866. Lophocampa roseata ingår i släktet Lophocampa och familjen björnspinnare. Inga underarter finns listade i Catalogue of Life.